# MÁV 601 sorozat
A MÁV 601 sorozat a MÁV hegyi univerzális gőzmozdonysorozata volt. Ez a mozdonysorozat 2950 LE maximális teljesítményével a maga korában Európában a legnagyobbnak és a legerősebbnek számított.

## Kifejlesztése
A MÁV egyik legfontosabb, a fiumei kikötőhöz vezető vonalának legnehezebb, Cameral-Moravica–Fiume közötti szakaszán  a korábban beszerzett 401 sorozatú (korábban IVe. osztályú) és 651 sorozatú (korábban VIm. osztályú) gőzmozdonyok teljesítménye már kevésnek bizonyult, ezért új, még nagyobb teljesítményű mozdonytípus beszerzése vált szükségessé. A vontatási feladat hat kapcsolt kerékpárú mozdonyt igényelt, azonban a vonal kis sugarú ívei miatt – elődeihez hasonlóan – csak Mallet-rendszerű, osztott gépezetű mozdonyok jöhettek szóba. A pálya emelkedési viszonyai miatt legfeljebb 60 km/h sebességű mozdonyra volt szükség, ez viszont lehetővé tette, hogy univerzális, azaz teher-, személy- és gyorsvonatok továbbítására egyaránt alkalmas típust hozzanak létre. Az igények kielégítésére a MÁV Gépgyár 105. szerkezetszámon 1914-re készítette el az új típus első példányát, melynek a MÁV a 601 sorozatjelet adta.

## Szerkezete

### Keret és futómű
A megkívánt vontatási teljesítmény igen nagy méretű kazánt igényelt, így a hat kapcsolt kerékpár elé még egy futókerékpár is került. A kapcsolt kerékpárokat tehát a Mallet-rendszernek megfelelően hármasával külön keretbe ágyazták, míg a futókerékpárt az elülső keretbe, Adams–Webb-rendszerű beálló tengelyként építették 42–42 mm oldalirányú eltolhatósággal. Ezen kívül az első keret hátsó (hajtó) kerékpárjának (azaz a mozdony negyedik kerékpárjának) nyomkarimáját vékonyabbra esztergálták, valamint a hátsó keret első (a mozdony ötödik) kerékpárja oldalirányba 12–12 mm-rel elmozdulhatott. A hajtott tengelyek 3%-os nikkelacélból, míg a kapcsolt és futótengelyek folytacélból készültek. A hajtott és a kapcsolt kerékpárok tengelyeit a tengelyvonalban teljesen átfúrták. A 28 mm vastag folytvas lemezekből összeszegecselt, belső elrendezésű keretbe ágyazott hajtott kerékpárok rugózását himbák kötötték össze. Az első, a második és az ötödik kerékpárt abroncskenővel is felszerelték. A két keretrészt az ún. Mallet-csapszeg kötötte össze. A hátsó keretrészre volt ráépítve a teljes kazán – a kazán elejének alátámasztására a hátsó keret az első keretrész fölött előre nyúlt –, valamint a vezetőfülke (akkori szóhasználat szerint: a „mozdonykonyha”). A hátsó keretrész meghosszabbítása az első keretrészre egy csúszólapon keresztül támaszkodott. Az első keretrész a Mallet-csapszeg körül oldalirányban elfordulhatott, az egyenesbe visszaterelést és a „kígyózásgátlást” lemezrugók biztosították.

### Gépezet
A hátsó keret kerékpárjait a nagynyomású, az elsőéit a kisnyomású hengerek hajtották. A nagynyomású hengerekből kiömlő gőz az átömlési keresztcsövön át a receiverként is szolgáló közös átömlőcsőbe jutott, melyet hátul gömbcsuklóval láttak el. Az átömlőből jutott a kisnyomású hengerek tolattyúszekrényeibe. Mindegyik keretben a nikkelacélból készült kerékpárok közül a hátulsó volt a hajtó. A jobb oldali forgattyúkat a bal oldaliakhoz képest 90°-kal előbbre ékelték a kerékpártengelyre. A dugattyúrúd a hátulsó gépezetnél nem, csak az elülsőnél volt átmenő rendszerű. Mindegyik gépezetnél hátul a dugattyúrudak tömszelencéi Schmidt-rendszerű fémtömítéssel készültek, az elülső gépezetnél elöl a rúdvezeték zárt hüvelyben futott. A keresztfejek kétvezetékesek voltak. A hajtó- és csatlórudak I alakú keresztmetszettel készültek.
A gőzhengerek üresjárati munkájának (ellenállásának) csökkentésére a hengerek elöli és hátuli dugattyúterét összekötő nyitható nyomáskiegyenlítő váltót, valamint az első példányoknál a beömlőre ún. Ricour-szelepet szereltek, későbbi példányoknál a nagynyomású hengerek tolattyúszekrényeire kerültek légszelepek. Mind a négy hengerre a vízütés elkerülésére ún. kompressziószelep is került. A keresztfejek kétvezetékesek voltak. A mozdony könnyebb megindítása érdekében mind a négy henger friss gőzzel való ellátására a mozdonyokat indítókészülékkel is ellátták, amely elvében a Borries-rendszerű indítókészülékkel azonos, azonban visszacsapószelep nélküli.  A gőzhengerek belső beömlésű, széles, rugalmas, önfeszítő gyűrűs, hengeres tolattyúkkal készültek, melyeket ellenforgattyús Heusinger–Walschaert-rendszerű vezérművek szabályoztak. A nagynyomású tolattyúk 354 mm-es átmérővel, 40 mm belső és 7 mm-es negatív külső túlfedéssel, míg kisnyomású tolattyúk 430 mm átmérővel, 39 mm belső és 4 mm-es negatív külső túlfedéssel készültek. Az ellenforgattyú előremenetben a forgattyút közel 90°-kal megelőzte, más szóval a forgattyúhoz képest előresietőként ékelték föl. Ennek és a belső beömlésnek megfelelően előremenetben a lengőívkő a lengőív (kulissza) felső részén helyezkedett el. Ez a korszak hazai mozdonyain általános elrendezés a döntően előremenetben járó mozdonyoknál nem előnyös megoldás, mivel a lengőív ágyazásának gyorsabb kopását idézi elő. A kormányvonórúd, amely előremenetnél előre mozdult, a nagynyomású hengerek mögött a kormányemeltyűkaron keresztül a főgerendelyhez kapcsolódott. Ehhez a gerendelyhez szintén emeltyű közbeiktatásával az elülső vezérművek vonórúdja csatlakozott. A főgerendelyhez kétoldalt külön-külön vonórúddal kapcsolódtak a hátsó vezérművek is. Ez utóbbi megoldásra azért volt szükség, mert a nagyméretű állókazán miatt a főgerendelyt nem lehetett a hátsó vezérműknél elhelyezni.

### Kazán
A mozdony kazánját a már említett típusokkal szerzett tapasztalatok alapján Brotan–Deffner-rendszerű vízcsöves állókazánnal, és a korszaknak megfelelően már Schmidt-rendszerű túlhevítővel készítették. A viszonylag kis átmérőjű kerekek és a magasan elhelyezett hosszkazán lehetővé tette széles állókazán, így széles rostély kialakítását. A mozdony magassági korlátai miatt az ún. előfej két párhuzamos hengerből állt, és ezekbe torkollott felül a tűzszekrény oldalát alkotó 70 darab 85/95 mm-es Brotan-cső. Építése idején a MÁV 601 sorozatú mozdonyainak gőzkazánjai Európa legnagyobb méretű és teljesítményű Brotan-kazánjai voltak. A rostély három részből áll, első része buktatható volt. A hosszkazán három övből állt, az első övön helyezték a gőzdómot, a másodikon pedig a Pecz–Rejtő-rendszerű tápvíz-tisztítókat: két, közös burkolat alatt párhuzamosan elhelyezett hatcellás, henger alakú egységet. A gőzdómban helyezték el a vízelválasztót és a kettős síktolattyús gőzszabályzót függőleges tolattyútükörrel. A szerkezet szabályozó rudazatát a kazánon belül vezették el. A harmadik kazánöv kúposan csatlakozott az előfejekhez és az állókazánhoz. A kazánba 188 darab 46,5/52 mm átmérőjű folytvas tűzcsövet és négy sorban összesen 36 db 119/127 mm átmérőjű folytvas füstcsövet építettek. A füstcsövekbe 27/34 mm átmérőjű csövekből álló túlhevítőelemek kerültek. A 2892 mm hosszú füstszekrényben helyezték el az amerikai rendszerű szikrafogót és a túlhevítőszekrényt. A túlhevítés szabályozása túlhevítő-védőszekrénnyel és az azon elhelyezett csappantyúkkal történt, melyeket egy kis gőzhenger (az ún. szervomotor vagy automata) mozgatott. Az első mozdonynál az állókazán-burkolat szorosan a Brotan-csövekre és az előfejre simult, így a kúpos hosszkazánöv után a kazán külső vonalában egy törés mutatkozott. A későbbi példányoknál az állókazán-burkolatot már hosszkazán felső ívéhez illesztették és később az első mozdonyt is ilyenné alakították. A kazán 3 darab 4″-os MÁV-rendszerű, közvetlen rugóterhelésű biztonsági szeleppel és ún. füstemésztővel is ellátták. A kazánt 2 darab Friedmann-rendszerű SZ. osztályú nem szívó, 11 mm-es nyílású ún. „restarting” frissgőz-lövettyű táplálta vízzel.

### Segédberendezések
A dómszerű homoktartályt a mozdony füstszekrényére, a kémény mögé helyezték. A homokoló berendezés a második, a harmadik és a negyedik kerékpár elé juttatott homokot.
A mozdonyra keretenként egy-egy Westinghouse-rendszerű fékhengert szereltek és a hosszabb lejtőkön használható közvetlen működésű szabályozófékkel is ellátták. A féktuskók a mozdony hajtott kerékpárjait elölről fékezték, míg a futókerékpár a MÁV mozdonyainál szokásos módon fékezetlen volt. A féktuskónyomás a tapadási súllyal csaknem azonos volt. A nagy emelkedésű pályákon való biztonságos közlekedés miatt a mozdonyt Le Chatelier-rendszerű ellengőz-készülékkel is ellátták. A gőzben lévő alkatrészek kenéséről keretenként egy-egy 10 nyílású Friedmann-rendszerű LD jelű dugattyús melegalkatrész-kenőszivattyú gondoskodott. Kedvezőtlen tapadási viszonyok esetén sűrített levegővel működtethető homokoló juttatott homokot az elülső keret kapcsolt kerékpárjai elé. A hátsó kerékcsoport homokolásához a vezetőállásnál egy másik, kisebb homoktartályt is elhelyeztek. A mozdonyokat acetilénfejlesztő-készülékkel és bajor rendszerű nagynyomású gőzfűtési rendszerrel is ellátták.

### Szerkocsi
A 601 sorozatú mozdonyokhoz S jellegű négytengelyes kétforgóvázas szerkocsit kapcsoltak, melyeket korábban is a nagyobb méretű és tengelyterhelésű (203, 301 és 322 sorozatú)  mozdonyokhoz kapcsoltak.
A mozdony és a szerkocsi vonóhorga és csavarkapcsa 206,64 kN vonóerőre volt méretezve. A mozdony teljes, 158 kN-os vonóerejét kezdetben nem tudták kihasználni, mivel a régebbi kocsik vonóhorga és csavarkapcsa csak 98,1 kN erőre volt méretezve.

## Próbák
A típus engedélyezett vonatterheléseit a MÁV számításokkal az alábbiak szerint állapította meg:
| A 601 sorozatú mozdonyok engedélyezett vonatterhelései | A 601 sorozatú mozdonyok engedélyezett vonatterhelései | A 601 sorozatú mozdonyok engedélyezett vonatterhelései | A 601 sorozatú mozdonyok engedélyezett vonatterhelései | A 601 sorozatú mozdonyok engedélyezett vonatterhelései | A 601 sorozatú mozdonyok engedélyezett vonatterhelései | A 601 sorozatú mozdonyok engedélyezett vonatterhelései | A 601 sorozatú mozdonyok engedélyezett vonatterhelései | A 601 sorozatú mozdonyok engedélyezett vonatterhelései |
| Pálya- emelkedés                                       | 15 km/h                                                | 20 km/h                                                | 25 km/h                                                | 30 km/h                                                | 40 km/h                                                | 45 km/h                                                | 50 km/h                                                | 60 km/h                                                |
| ------------------------------------------------------ | ------------------------------------------------------ | ------------------------------------------------------ | ------------------------------------------------------ | ------------------------------------------------------ | ------------------------------------------------------ | ------------------------------------------------------ | ------------------------------------------------------ | ------------------------------------------------------ |
| 0‰                                                     | 5950 t                                                 | 5550 t                                                 | 5057 t                                                 | 4650 t                                                 | 3770 t                                                 | 3160 t                                                 | 2610 t                                                 | 1825 t                                                 |
| 5‰                                                     | 1860 t                                                 | 1817 t                                                 | 1760 t                                                 | 1697 t                                                 | 1550 t                                                 | 1370 t                                                 | 1187 t                                                 | 910 t                                                  |
| 10‰                                                    | 1052 t                                                 | 1035 t                                                 | 1013 t                                                 | 990 t                                                  | 930 t                                                  | 833 t                                                  | 730 t                                                  | 570 t                                                  |
| 16‰                                                    | 657 t                                                  | 650 t                                                  | 640 t                                                  | 628 t                                                  | 600 t                                                  | 538 t                                                  | 471 t                                                  | 369 t                                                  |
| 20‰                                                    | 511 t                                                  | 506 t                                                  | 500 t                                                  | 491 t                                                  | 472 t                                                  | 423 t                                                  | 369 t                                                  | 287 t                                                  |
| 25‰                                                    | 389 t                                                  | 385 t                                                  | 381 t                                                  | 375 t                                                  | 362 t                                                  | 323 t                                                  | 280 t                                                  | 215 t                                                  |

A 601 sorozatú mozdonyok a fiumei vonal szokásos terhelésű vonatait így költséges előfogat vagy tolómozdony nélkül továbbíthatták.

## Sorozatgyártás
A 601 sorozatú mozdonyok eső két példánya 1914-re készült el. Hamarosan további 18, majd még 40 darabot rendeltek meg. A típusból a MÁV részére a háború végéig 57 darab készült. 

| A 601 sorozat gyártási adatai | A 601 sorozat gyártási adatai | A 601 sorozat gyártási adatai                          | A 601 sorozat gyártási adatai |
| Mozdony szerkezetszám         | Szerkocsi szerkezetszám       | Pályaszám                                              | Gyártási év                   |
| ----------------------------- | ----------------------------- | ------------------------------------------------------ | ----------------------------- |
| 105{\displaystyle {}^{1}}     | 32{\displaystyle {}^{7}}      | 601,001–002                                            | 1914                          |
| 105{\displaystyle {}^{2}}     | 32{\displaystyle {}^{9}}      | 601,003–014 601,015–028 601,029–030                    | 1915 1916 1917                |
| 105{\displaystyle {}^{3}}     | 32{\displaystyle {}^{10}}     | 601,031–046 601,047 CO 601–603 601,048–057 601,058–060 | 1917 1918 1921                |

A mozdonyok a Monarchiában ekkor kötelező módon hadijelet is kaptak, amely a típus esetén  {\displaystyle {\tfrac {\overline {\left|\mathrm {VI\ 900} \right|}}{\mathrm {A} _{8}}}}  volt.
A mozdonyok kazánjában a tűz- és füstcsövek számát és ez utóbbiak átmérőjét is módosították, valamint a hengeröntények kivitele, így a kisnyomású hengerek átmérője is változott. A mozdonyokba 601,015 pályaszámtól kezdődően Stein-rendszerű vízelválasztót szereltek. Mozdonyok egységára 191 185…246 222,– korona volt, felszereltségtől függően. 1918-ban 3 darab ilyen mozdony készült a törökországi Chemins de fer Orientaux (CO) számára, ahol azok a 601–603 pályaszámokat kapták. A MÁV a 601-esek nagyobb részét Zágrábba, kisebbik részét Miskolcra állomásította.
Az első világháború alatt a MÁV nem tudott magas lobbanáspontú hengerolajokhoz hozzájutni. Emiatt a 601 sorozatú mozdonyok tolattyúit a kisebb súrlódású keskenygyűrűs kivitelűre változtatták – ezt a módosítást a MÁV egybekötötte a túlhevítős mozdonyai tolattyúméreteinek szabványosításával. Ennek során a 601-esek tolattyúátmérői és a túlfedések értékei is változatlanok maradtak.
A MÁV mozdonyainak nagyjavítását műhelyei között 1918-tól nem területenként, hanem típusonként osztotta el. A 601 sorozat mozdonyainak nagyjavítására a Zágrábi Műhelyt jelölték ki.

## Az első világháború után
A vesztes első világháború után az elszakított területeken maradt, a tanácsköztársaság bukását követő román megszállás során elhurcolt, valamint a trianoni békeszerződés következtében az utódállamoknak ítélt vasúti járművek között az összes addig elkészült 601 sorozatú mozdony a határokon túlra került. A mozdonyok eloszlása az alábbiak szerint alakult:
- CFR: 15 db
- ČSD: 6 db
- SHS: 36 db

### Románia
A CFR a mozdonyokat az eredeti, MÁV-sorozatjel és pályaszámok megtartásával üzemeltette tovább. Honos fűtőházuk Petrozsény és Brassó voltak. Romániában is a 601 sorozatú mozdonyok voltak a legnagyobb méretű és teljesítményű gőzmozdonyok. A 601-esek a Piski–Petrozsény és a Brassó–Predeal nagy emelkedésű vonalak tehervonatait továbbították.

### Csehszlovákia
A ČSD az első években szintén a korábbi sorozat- és pályaszámokon üzemeltette a járműveket. A Monarchia vasúttársaságai járműparkjának végleges felosztása után, 1925-ben bevezetett jelölési rendszernek megfelelően a mozdonyokat és szerkocsijukat külön-külön sorozat- és pályaszámmal látták el: a mozdonyok a 636.001–06, a szerkocsik az 526.001–06  pályaszámokat kapták.

### Jugoszlávia
Az SHS utódjánál, a JDŽ-nél a mozdonyok 1933-tól a 32-001–036 pályaszámokon üzemeltek tovább.

### Magyarország
A trianoni békeszerződés utáni Magyarország területén csak az 1920–1921-re elkészült 601,058–060 pályaszámú mozdonyok maradtak. A mozdonyokat Budapest-Ferencváros fűtőházhoz állomásították és a két 402 sorozatú mozdonnyal együtt a felsőgallai szénmedence szenével megrakott nehéz szénvonatokat továbbították. Az 1926. január 1-jétől bevezetni tervezett új pályaszámrendszer szerint a mozdonyok kijelölt pályaszámcsoportja a 601,751–753 volt. Az átszámozást végül nem hajtották végre.
A tűzcsőfalak alsó részén jelentkező jelentős kazánkő-lerakódások csökkentésére a tűzcsövek számát a tűzcsőfalak felújításakor az alsó tűzcsövek elhagyásával 180-ról 167 darabra csökkentették.

## „Repartíciós” mozdonyok
A MÁV mozdonyállaga – így a 601 sorozatú mozdonyok száma is – jelentősen bővült a bécsi döntések következtében. Így a ČSD-től mind a 6 darab, a CFR-től pedig 1 db mozdony a MÁV-hoz került. A járművek az eredeti pályaszámaikat kapták vissza.

## A második világháború után
A 10 db-osra duzzadt állagból a második világháború után 2 db mozdonyt a CFR-nek kellett átadni. Ugyanakkor a korábban a CFR-től visszakerült 601,012 pályaszámú mozdony 601,061-re átszámozva a MÁV-nál maradt. A mozdonyok az 1950-es években már csak ritkán közlekedtek, többnyire letétbe félreállították őket, illetve kazánvizsgájuk lejártáig fűtőgépként üzemeltek. A utolsó példány 1954-ig vett részt vonattovábbításban. A 8 darab 601-est a MÁV 1958-ban selejtezte. Romániában a mozdonyok 1955-ig szolgáltak, az utolsó példányt 1960-ban Petrozsény fűtőházánál selejtezték.

## Utóélet
Sajnos e nagyszerű mozdonyokból egyetlen példány sem maradt az utókorra, így csak fényképekről emlékezhetünk a MÁV leghatalmasabb, de Európában is a legnagyobbak közé számító, idehaza méltán „Gigant”-nak becézett gőzmozdonysorozatára.